# Sant Salvador de la Capella
Sant Salvador de la Capella, o Sant Salvador de Can Peixau, fou un edifici religiós de Badalona, situat a l'antic veïnat de Llefià. Al costat se situava l'antiga torre de can Peixau, la qual fou enderrocada a la dècada de 1950, anys en què es realitzaren les excavacions de la capella, dutes a terme per Josep Maria Cuyàs.

## Història
Els seus orígens són incerts, si bé es troba documentada des de 1125, moment en què Ermessenda de Badalona i els seus fills fan una promesa sobre unes oliveres en alou de Sant Salvador. Josep Maria Cuyàs i Tolosa opinava que a l'antiga torre de can Peixau s'hi havia bastit una capella advocada a Sant Salvador damunt d'una primitiva casa d'una comunitat cristiana; construïda probablement amb reaprofitaments romans. Joaquim Font i Cussó opinava que probablement la capella era del segle vi, en època visigòtica, en endavant, car l'advocació a Sant Salvador és comuna des d'ençà. A més, opina que actuaria de centre de formació del nucli poblacional de Llefià durant l'edat mitjana, a partir de la conquesta de franca. A banda d'això, els actuals historiadors del Museu de Badalona opinen que Sant Salvador, conjuntament amb Santa Maria de Badalona degué ser un dels centres espirituals més importants d'abast local des del segle iv.
Segons mossèn Mas, una de les darreres notícies documentals sobre la capella data del segle xiv. Resulta difícil establir la datació de deteriorament de la capella, tot i que això hagué de succeir de forma progressiva. Les restes de la capella foren excavades a mitjans del segle xx. A causa de les condicions de les excavacions de l'època les dades són aproximades i a més, tampoc en facilità la datació: la planta era d'uns 5 metres d'amplada per 11,50 de llargada. Estava situada a l'oest de can Peixau, a un metre de distància dels murs de la casa; la situació també es desprèn d'un document de compra de Bernat d'Aversó al costat de Sant Salvador, tocant a la torre. Les restes que es trobaren a l'excavació foren una pica, probablement baptismal, i un capitell visigòtic i d'altres d'estil romànic.
A més a més, Cuyàs i Tolosa especulà sobre la possibilitat d'una possible necròpolis perquè un dels masovers de can Peixau explicà al mateix Cuyàs que, rebaixant els terrenys de conreu, s'havien trobat gran quantitat d'ossos humans. S'esmenta també la troballa d'unes sitges, que recorden a les sitges i cellers paleocristians relacionats amb les ofrenes.